# Seleção Chinesa de Voleibol Masculino Sub-19
A Seleção Chinesa de Voleibol Masculino Sub-19, também conhecida como China Sub-19, é a seleção chinesa de voleibol formada por jogadores com idade inferior a 19 anos. A equipe é mantida pela Associação Chinesa de Voleibol (CVA) e encontra-se na 14ª posição do ranking mundial da FIVB segundo dados de 4 de setembro de 2024.

## Resultados

### Jogos Olímpicos da Juventude
A Seleção Chinesa Sub-19 nunca participou dos Jogos Olímpicos da Juventude.

### Campeonato Mundial
| Campeonato Mundial Sub-19 | Campeonato Mundial Sub-19 | Campeonato Mundial Sub-19 |
| Ano                       | Sede                      | Classificação             |
| ------------------------- | ------------------------- | ------------------------- |
| 2025                      | Tasquente                 | 13º                       |

### Campeonato Asiático Sub-18
| Campeonato Asiático Sub-18 | Campeonato Asiático Sub-18 | Campeonato Asiático Sub-18 |
| Ano                        | Sede                       | Classificação              |
| -------------------------- | -------------------------- | -------------------------- |
| 1997                       | Baguio                     | 4º                         |
| 1999                       | Chiayi                     | 3º                         |
| 2001                       | Isfahan                    | 5º                         |
| 2003                       | Visagapatão                | 4º                         |
| 2005                       | Teerã                      | 6º                         |
| 2007                       | Kuala Lumpur               | 3º                         |
| 2008                       | Colombo                    | 4º                         |
| 2010                       | Teerã                      | 2º                         |
| 2012                       | Teerã                      | 2º                         |
| 2014                       | Colombo                    | 3º                         |
| 2017                       | Nepiedó                    | 3º                         |
| 2018                       | Tabriz                     | 6º                         |
| 2020                       | Xiraz                      | Cancelado                  |
| 2022                       | Teerã                      | 5º                         |
| 2024                       | Manama                     | 1º                         |